# Police (gmina Gornja Radgona)
Police – wieś w Słowenii, w gminie Gornja Radgona. W 2018 roku liczyła 382 mieszkańców.